# Оксибутинін
Оксибутинін (англ. Oxybutynin, лат. Oxybutyninum) — синтетичний препарат, який належить до блокаторів м-холінорецепторів, а за хімічним складом є третинним аміном. Оксибутинін застосовується перорально та місцево.

## Фармакологічні властивості
Оксибутинін — синтетичний лікарський препарат,, який належить до блокаторів м-холінорецепторів та за хімічним складом є третинним аміном. Механізм дії препарату полягає в блокуванні м-холінорецепторів різних підтипів, зокрема підтипу М3, які знаходяться в стінці сечового міхура, що спричинює інгібування впливу ацетилхоліну на м-холінорецептори внутрішніх органів, зокрема сечового міхура, що спричинює розслаблення детрузора сечового міхура, а також знижує скоротливість гіперрефлекторного сечового міхура, наслідком чого стає зниження частоти спонтанних скорочень детрузора сечового міхура, збільшення місткості сечового міхура, а також знижує частоту позивів до сечовипускання. Оксибутинін має також пряму міотропну спазмолітичну дію, та спричинює зниження тонусу гладеньких м'язів й інших внутрішніх органів: органів травного тракту, жовчевих шляхів, матки та інших органів сечових шляхів, а також має місцевоанестезуючу дію. Оксибутинін застосовується при нетриманні сечі в дорослих, а також при імперативних позовах до сечопуску або прискореному сечопуску при нейрогенній дисфункції сечового міхура, як унаслідок захворювань (зокрема розсіяний склероз та spina bifida), так і ідіопатичному варіанті розвитку синдрому, етіологія якого залишається невідомою. У дорослих оксибутинін застосовується також для контролю гіперактивності, який виникає після оперативних втручань. У дітей препарат застосовується при нічному енурезі, а також імперативних позивах або прискореному сечовипусканні при нейрогенному сечовому міхурі. Оксибутинін також може застосовуватися для лікування підвищеної пітливості. Проте застосування оксибутиніну, яке в більшості випадків є достатньо ефективним, може супроводжуватися частими побічними ефектами, зокрема підвищеною подразливістю, запором, сухістю шкіри та слизових оболонок, гіперемією шкіри та труднощами при сечовипусканні.

### Фармакокінетика
Оксибутинін швидко та добре всмоктується у шлунково-кишковому тракті, проте біодоступність препарату складає лише 6 % у зв'язку із ефектом першого проходження через печінку. Максимальна концентрація препарату при застосуванні таблеток із звичайним вивільненням досягається протягом 45—60 хвилин, при застосуванні таблеток із сповільненим виділенням препарату максимальна концентрація оксибутиніну досягається протягом 4—6 годин після прийому препарату. Оксибутинін проникає через гематоенцефалічний бар'єр, даних за проникнення препарату через плацентарний бар'єр та за виділення в грудне молоко препарату немає. Метаболізується препарат у печінці з утворенням спочатку активних. а пізніше неактивних метаболітів. Виводиться оксибутинін із організму переважно із сечею у вигляді метаболітів. Період напіввиведення препарату при застосуванні таблеток із звичайним вивільненням становить 2—3 години, при застосуванні таблеток із сповільненим виділенням період напіввиведення подовжується до 12,4—13,2 години, при застосуванні трансдермальних форм період напіввиведення становить 7—8 годин, цей час може змінюватися при порушеннях функції печінки і нирок, а також у осіб похилого віку.

## Покази до застосування
Оксибутинін застосовують для лікування нетримання сечі в дорослих, а також при імперативних позовах до сечовипускання або прискореному сечовипусканні при нейрогенній дисфункції сечового міхура, як унаслідок захворювань (зокрема розсіяний склероз та spina bifida), так і ідіопатичному варіанті розвитку синдрому з невідомою етіологією, для контролю гіперактивності сечового міхура після оперативних втручань, при нічному енурезі в дітей, а також імперативних позивах або прискореному сечовипусканні при нейрогенному сечовому міхурі в дітей.

## Побічна дія
При застосуванні оксибутиніну найчастішими побічними ефектами є підвищена дратівливість, гіперемія шкірних покривів, сухість шкіри, труднощі при сечовипусканні, запор, може спостерігатися посилення проявів гіперактивності сечового міхура. Іншими побічними ефектами препарату є:
- Алергічні реакції та реакції з боку шкірних покривів — шкірний висип, набряк Квінке, кропив'янка, фотодерматоз, зниження виділення поту.
- З боку травної системи — нудота, блювання, діарея, сухість у роті, біль у животі, гастроезофагеальна рефлюксна хвороба, порушення апетиту, симптоми, схожі на кишкову непрохідність.
- З боку нервової системи — головний біль, запаморочення, сплутаність свідомості, галюцинації, судоми, затуманення зору, депресія, кошмарні сновидіння, збудження, сонливість, сухість кон'юнктиви, закритокутова глаукома, схильність до залежності від препарату.
- З боку серцево-судинної системи — тахікардія, аритмії, припливи крові.
- Інші побічні ефекти — інфекції сечових шляхів.

## Протипоказання
Оксибутинін протипоказаний при підвищеній чутливості до препарату, при порушеннях відтоку сечі, міастенії, закритокутовій глаукомі, гарячці, порушенні прохідності стравохідного отвору, паралітичній кишковій непрохідності, пілоростенозі, атонії кишки. у пацієнтів з колостомою або іншими штучними отворами черевної стінки, важкому неспецифічному виразковому коліті, токсичному мегаколоні, годуванні грудьми. дітям віком до 5 років.

## Форми випуску
Оксибутинін випускається у вигляді таблеток по 0.005; 0,01 і 0,015 г, сиропу із вмістом у 5 мл 5 мг препарату; та трансдермальної системи площею 43 см² із вмістом 36 мг препарату.